# Volvic
Volvic és un municipi francès situat al departament del Puèi Domat i a la regió d'Alvèrnia-Roine-Alps. L'any 2007 tenia 4.606 habitants.

## Demografia

### Població
El 2007 la població de fet de Volvic era de 4.606 persones. Hi havia 1.708 famílies de les quals 409 eren unipersonals (188 homes vivint sols i 221 dones vivint soles), 529 parelles sense fills, 654 parelles amb fills i 116 famílies monoparentals amb fills.
La població ha evolucionat segons el següent gràfic:
Habitants censats

### Habitatges
El 2007 hi havia 1.956 habitatges, 1.742 eren l'habitatge principal de la família, 54 eren segones residències i 161 estaven desocupats. 1.774 eren cases i 180 eren apartaments. Dels 1.742 habitatges principals, 1.326 estaven ocupats pels seus propietaris, 361 estaven llogats i ocupats pels llogaters i 55 estaven cedits a títol gratuït; 9 tenien una cambra, 75 en tenien dues, 303 en tenien tres, 510 en tenien quatre i 844 en tenien cinc o més. 1.292 habitatges disposaven pel capbaix d'una plaça de pàrquing. A 642 habitatges hi havia un automòbil i a 969 n'hi havia dos o més.

### Piràmide de població
La piràmide de població per edats i sexe el 2009 era:
| Homes | Edats   | Dones |
| ----- | ------- | ----- |
| 4     | 95 o +  | 4     |
| 8     | 90 a 94 | 28    |
| 16    | 85 a 89 | 16    |
| 16    | 80 a 84 | 36    |
| 24    | 75 a 79 | 68    |
| 56    | 70 a 74 | 84    |
| 92    | 65 a 69 | 88    |
| 68    | 60 a 64 | 76    |
| 80    | 55 a 59 | 76    |
| 168   | 50 a 54 | 172   |
| 196   | 45 a 49 | 172   |
| 192   | 40 a 44 | 160   |
| 172   | 35 a 39 | 172   |
| 124   | 30 a 34 | 180   |
| 160   | 25 a 29 | 120   |
| 156   | 20 a 24 | 116   |
| 192   | 15 a 19 | 160   |
| 168   | 10 a 14 | 124   |
| 128   | 5 a 9   | 116   |
| 96    | 0 a 4   | 116   |

## Economia
El 2007 la població en edat de treballar era de 3.049 persones, 2.195 eren actives i 854 eren inactives. De les 2.195 persones actives 1.972 estaven ocupades (1.075 homes i 897 dones) i 222 estaven aturades (99 homes i 123 dones). De les 854 persones inactives 293 estaven jubilades, 288 estaven estudiant i 273 estaven classificades com a «altres inactius».

### Ingressos
El 2009 a Volvic hi havia 1.772 unitats fiscals que integraven 4.433,5 persones, la mediana anual d'ingressos fiscals per persona era de 19.145 €.

### Activitats econòmiques
Dels 144 establiments que hi havia el 2007, 7 eren d'empreses extractives, 5 d'empreses alimentàries, 1 d'una empresa de fabricació de material elèctric, 6 d'empreses de fabricació d'altres productes industrials, 33 d'empreses de construcció, 16 d'empreses de comerç i reparació d'automòbils, 7 d'empreses de transport, 13 d'empreses d'hostatgeria i restauració, 5 d'empreses financeres, 5 d'empreses immobiliàries, 11 d'empreses de serveis, 18 d'entitats de l'administració pública i 17 d'empreses classificades com a «altres activitats de serveis».
Dels 46 establiments de servei als particulars que hi havia el 2009, 1 era una oficina d'administració d'Hisenda pública, 1 gendarmeria, 1 oficina de correu, 2 oficines bancàries, 2 funeràries, 1 taller de reparació d'automòbils i de material agrícola, 1 autoescola, 8 paletes, 4 guixaires pintors, 2 fusteries, 7 lampisteries, 4 electricistes, 4 perruqueries, 6 restaurants, 1 agència immobiliària i 1 saló de bellesa.
Dels 7 establiments comercials que hi havia el 2009, 1 era una botiga de menys de 120 m², 3 fleques, 1 una llibreria, 1 una botiga d'electrodomèstics i 1 una floristeria.
L'any 2000 a Volvic hi havia 23 explotacions agrícoles que ocupaven un total de 472 hectàrees.

## Equipaments sanitaris i escolars
Els 2 equipaments sanitaris que hi havia el 2009 eren farmàcies.
El 2009 hi havia 1 escola maternal i 3 escoles elementals. Volvic disposava de 2 col·legis d'educació secundària amb 517 alumnes.

## Poblacions més properes
El següent diagrama mostra les poblacions més properes.